# Karin, figlia di Ingmar
Karin, figlia di Ingmar è un film svedese del 1920, diretto ed interpretato da Victor Sjöström, il secondo film del regista ad essere basato sul romanzo Jerusalem della premio Nobel per la letteratura Selma Lagerlöf, dopo I figli di Ingmar, del 1919. Sjöström non completò il progettato ciclo filmico sul romanzo della Lagerlöf, che fu ripreso nel 1926 dal regista Gustaf Molander..

## Trama
Il defunto padre di Halvor Halvorsson era un alcolista, mentre il figlio non è aduso al consumo di bevande alcooliche, così quando i suoi conoscenti Ersson ed il figlio Eljas lo inducono a bere, egli si ritrova in breve tempo ubriaco. Ciò basta a Karin per rompere la promessa di matrimonio con lui: ella, avallata dal padre Ingmar, è infatti vittima del pregiudizio che vede nella dedizione all’alcool una tara strettamente ereditaria, e non intende unirsi ad un uomo che presume potenzialmente disabile. Halvor, naturalmente, si sente trattato ingiustamente, e se ne risente.
Karin finisce con lo sposare Eljas Ersson, che si trasferisce alla fattoria degli Ingmar.
Una primavera il fiume che scorre vicino all’abitato esonda, provocando un’alluvione: Ingmar non esita a sacrificare la propria vita per salvare alcune bambine che, aggrappate ad un relitto, stavano pericolosamente avanzando verso le rapide.
Con la morte dell’onesto e morigerato Ingmar, Eljas, vittima peraltro durante l’infanzia della violenza del padre, non avendo più nessuno che lo trattenga, come per uno scherzo del destino (nelle parole di Karin: “una punizione di Dio” per aver trattato ingiustamente Halvor) si mette a condurre una vita dissoluta e dedita all’alcool. Eljas cerca di traviare anche il fratellino di Karin, il piccolo Ingmar, un ragazzino nella sua prima adolescenza, che Karin allora affida alla benevolente famiglia del locale maestro di scuola.
Il piccolo Ingmar aveva ricevuto dal padre in punto di morte, un orologio (non più funzionante perché rotto durante l’alluvione), con l’incarico di consegnarlo, a titolo di scusa, a colui a cui il morente aveva fatto torto. Il piccolo Ingmar lo consegna dunque ad Halvor, che da allora comincia a moderare il proprio risentimento.
In seguito ad un incidente Eljas rimane semi-paralizzato e confinato a letto, e le sue esigenze di malato cronico rendono assai penosa la vita di Karin per più di un anno. Halvor, per alleviare la condizione della sempre amata Karin, ottiene da lei il permesso di far trasferire Eljas presso di lui. Karin è colpita dalla generosità di Halvor, e immagina che, nonostante i trascorsi, egli la ami ancora.
Eljas viene trovato morto di lì a poco. Halvor, le cui vicende sono note a tutto il paese, viene sospettato dalle malelingue di aver affrettato la dipartita di Eljas per poter riunirsi all’amata: una cappa di condiviso pregiudizio aleggia presso tutti i benpensanti, lasciando dubbiosa anche Karin, che pure non ha mai dubitato della sincerità ed innocenza di Halvor.
Il fantasma di Ingmar appare alla figlia Karin, e le ricorda che è bene seguire la giustizia, senza curarsi di quanto dice la gente: Karin allora si riunisce ad Halvor, licenziando i pretendenti che nel frattempo si erano palesati, e che peraltro riconoscono la giustezza del giudizio della saggia stirpe degli Ingmar.